# Coppa di Spagna 2019 (ciclismo)
La Coppa di Spagna 2019, prima edizione della competizione, si è svolta attraverso una serie di prove di ciclismo su strada disputatesi in Spagna, alternando eventi del calendario World Tour e Europe Tour.
L'edizione inaugurale del circuito ha racchiuso 18 corse del calendario spagnolo di categoria World Tour (1.UWT e 2.UWT) e Europe Tour (1.HC, 2.HC, 1.1 e 2.1); è iniziata il 31 gennaio con il Trofeo Ses Salines-Campos-Porreres-Felanitx, mentre si è conclusa il 15 settembre con la Vuelta a España. Hanno conseguito punti tutti i ciclisti professionisti spagnoli facenti parte di squadre World Tour, Professional e Continental, così come ciclisti di diversa nazionalità militanti in squadre spagnole.
Ad imporsi nella graduatoria finale è stato lo spagnolo Alejandro Valverde del Movistar Team.

## Calendario
| Corsa | Data                   | Evento                                      | Vincitore          | Squadra                    | Leader della classifica |
| ----- | ---------------------- | ------------------------------------------- | ------------------ | -------------------------- | ----------------------- |
| 1     | 31 gennaio             | Trofeo Ses Salines-Campos-Porreres-Felanitx | Jesús Herrada      | Cofidis, Solutions Crédits | Jesús Herrada           |
| 2     | 1º febbraio            | Trofeo Andratx-Lloseta                      | Emanuel Buchmann   | Bora-Hansgrohe             | Jesús Herrada           |
| 3     | 2 febbraio             | Trofeo Tramuntana                           | Tim Wellens        | Lotto Soudal               | Jesús Herrada           |
| 4     | 3 febbraio             | Trofeo Palma                                | Marcel Kittel      | Team Katusha Alpecin       | Jesús Herrada           |
| 5     | 6-10 febbraio          | Volta a la Comunitat Valenciana (2019)      | Ion Izagirre       | Astana Pro Team            | Alejandro Valverde      |
| 6     | 25-31 marzo            | Volta Ciclista a Catalunya (2019)           | Miguel Ángel López | Astana Pro Team            | Alejandro Valverde      |
| 7     | 6 aprile               | Gran Premio Miguel Indurain (2019)          | Jonathan Hivert    | Total Direct Énergie       | Alejandro Valverde      |
| 8     | 8-13 aprile            | Itzulia Basque Country (2019)               | Ion Izagirre       | Astana Pro Team            | Ion Izagirre            |
| 9     | 14 aprile              | Klasika Primavera (2019)                    | Carlos Betancur    | Movistar Team              | Ion Izagirre            |
| 10    | 25-27 aprile           | Vuelta a Castilla y León (2019)             | Davide Cimolai     | Israel Cycling Academy     | Ion Izagirre            |
| 11    | 3-5 maggio             | Vuelta a Asturias                           | Richard Carapaz    | Movistar Team              | Ion Izagirre            |
| 12    | 10-12 maggio           | Vuelta a la Comunidad de Madrid             | Clément Russo      | Team Arkéa-Samsic          | Ion Izagirre            |
| 13    | 17-19 maggio           | Vuelta a Aragón                             | Eduard Prades      | Movistar Team              | Ion Izagirre            |
| 14    | 25 luglio              | Prueba Villafranca de Ordizia (2019)        | Rafael Valls       | Movistar Team              | Ion Izagirre            |
| 15    | 31 luglio              | Circuito de Getxo (2019)                    | Jon Aberasturi     | Caja Rural-Seguros RGA     | Ion Izagirre            |
| 16    | 3 agosto               | Clásica San Sebastián (2019)                | Remco Evenepoel    | Deceuninck-Quick-Step      | Ion Izagirre            |
| 17    | 13-17 agosto           | Vuelta a Burgos (2019)                      | Iván Sosa          | Team Ineos                 | Ion Izagirre            |
| 18    | 24 agosto-15 settembre | Vuelta a España (2019)                      | Primož Roglič      | Team Jumbo-Visma           | Alejandro Valverde      |

## Classifiche
Risultati finali.
| Pos. | Corridore          | Squadra      | Punti |
| ---- | ------------------ | ------------ | ----- |
| 1    | Alejandro Valverde | Movistar     | 454   |
| 2    | Ion Izagirre       | Astana       | 407   |
| 3    | Nairo Quintana     | Movistar     | 279   |
| 4    | Jonathan Lastra    | Caja Rural   | 259   |
| 5    | Alex Aranburu      | Caja Rural   | 239   |
| 6    | Óscar Rodríguez    | Euskadi-Mur. | 222   |
| 7    | Eduard Prades      | Movistar     | 197   |
| 8    | Enric Mas          | Quick-Step   | 189   |
| 9    | Richard Carapaz    | Movistar     | 184   |
| 10   | Jesús Herrada      | Cofidis      | 178   |